# Tim Sünderhauf
Tim Sünderhauf (* um 1972 in Erlangen) ist ein deutscher Historiker, Autor und PR-Referent sowie ehemaliger Chefredakteur des Filmmagazins Widescreen.

## Leben
Nach Abitur 1991 am Ohm-Gymnasium Erlangen und Studium der Geschichte und Germanistik an der Friedrich-Alexander-Universität Erlangen-Nürnberg (unterbrochen durch eine Berufsausbildung als Buchhändler) erwarb Sünderhauf 1999 den Magister Artium mit einer Arbeit über „Gasthäuser, Schenken und Tavernen in Erlangen des 18. Jahrhunderts“. Zur Jahrtausendwende begann er ein Volontariat beim Tessloff Verlag in Nürnberg und arbeitete dort im Anschluss als Verlagslektor Schließlich wechselte er zu Computec Media nach Fürth in die Redaktion des Filmmagazins Widescreen, dessen Chefredakteur er 2014 wurde, bis das Magazin 2020 eingestellt wurde.
Seit 2021 arbeitet Sünderhauf in der Presse- und Öffentlichkeitsarbeit beim Bayerischen Landesamt für Gesundheit und Lebensmittelsicherheit.
Nebenher verfasste er ein Buch zur Geschichte mit einem Schwerpunkt auf dem bayerischen und fränkischen Raum. 2024 erschien sein Sachbuch „Nürnberg. 55 Meilensteine der Geschichte“ im Sutton Verlag.

## Werke
- Nürnberg, 55 Meilensteine der Geschichte. Menschen, Orte und Ereignisse, die unsere Stadt bis heute prägen. Sutton Verlag, Tübingen 2024, ISBN 978-3-96303-436-7.